# Simon August van Lippe-Detmold
Simon August (Detmold, 12 juni 1727 — aldaar, 1 mei 1782) was de graaf van Lippe-Detmold van 1734 tot aan zijn dood in 1782. Hij was de oudste overlevende zoon en volgde zijn vader, graaf Simon Hendrik Adolf, op.
Simon August is vier keer getrouwd geweest. Zijn eerste huwelijk vond plaats op 24 augustus 1750 in Kirchheimbolanden met prinses Louise van Nassau-Weilburg (Kirchheimbolanden 27 januari 1733 – Detmold 27 september 1764), de dochter van vorst Karel August van Nassau-Weilburg. Ze kregen een dochter, maar zij overleed op nog geen 2-jarige leeftijd:
- Wilhelmina Caroline (Kirchheimbolanden 6 juli 1751 – aldaar 4 april 1753)

Op 28 september 1765 trouwde Simon August voor de tweede keer, ditmaal in Dessau, met prinses Maria Leopoldina van Anhalt-Dessau  (Dessau 18 november 1746 – Detmold 15 april 1769), dochter van vorst Leopold II Maximiliaan van Anhalt-Dessau. Uit dit huwelijk werd een zoon geboren:
- Frederik Willem Leopold (1767 – 1802), graaf en later vorst van Lippe(-Detmold)

Vervolgens trouwde hij op 9 november 1769 voor de derde keer, wederom in Dessau, ditmaal met prinses Casimira van Anhalt-Dessau (Dessau 19 januari 1749 – Detmold 8 november 1778), een jongere zus van zijn tweede vrouw. Uit dit huwelijk werd een zoon geboren:
- Casimir August (Detmold 9 oktober 1777 – Falkenberg 27 mei 1809)

Ten slotte trouwde Simon August op 26 maart 1780 voor de vierde keer, in Braunfels, met prinses Christina Charlotte van Solms-Braunfels (Braunfels 30 augustus 1744 – Detmold 16 december 1823), dochter van vorst Frederik Willem van Solms-Braunfels. Dit huwelijk bleef kinderloos.